# Натюрморт с вербами
«Натюрморт с вербами» — картина советской художницы Таисии Кирилловны Афониной (1913—1994), на которой изображён стол, накрытый к чаепитию весенним днем в ленинградской квартире середины 1960-х годов.

## История
Одну из своих самых известных работ — «Натюрморт с вербами» — Таисия Кирилловна Афонина написала в апреле 1964 года у себя дома в Ленинграде на Зверинской улице 2/5 в квартире 21, где она занимала одну из комнат. Здесь она жила с 1952 по 1994 год. Набор предметов в картине органичен и естественен, вызывая в памяти современников многочисленные ассоциации. Композиция картины лишена постановочных эффектов. Кажется, что наблюдательный взгляд художницы подсмотрел и сохранил на холсте мгновение повседневной жизни ушедшей эпохи, практически ничего не срежиссировав[нужна атрибуция мнения]. И это придаёт созданному образу особую силу воздействия на зрителя.[нужна атрибуция мнения].
В центре композиции Афонина поместила вербу в хрустальной вазе. Вокруг них завязывается весь строй картины, утверждая живописными средствами идею о неизбежном торжестве света над мраком, жизни над смертью.[нужна атрибуция мнения]. Это сближает созданный художественный образ с одной из глубочайших идей и самых почитаемых традиций православия. Давая тем самым ещё одну нить, связывающую произведение с духовным миром современников.[нужна атрибуция мнения]. В тот год православная Пасха пришлась на 3 мая. Вербное воскресенье отмечали 26 апреля. Это позволяет предположительно говорить и о времени написания работы. Афонина жила в нескольких минутах ходьбы от Князь-Владимирского собора. Расположенный на улице Блохина, он во все годы советской власти оставался действующим собором. Скорее всего, оттуда Афонина и принесла домой ветви освящённой вербы, что мы видим на картине.
Любопытна история комнаты, уголок которой представлен на картине. До Афониной её занимала мастерская художника Г. А. Савинова. А с начала 1920-х годов здесь жил с семьей профессор Академии художеств Александр Иванович Савинов, отец Глеба Савинова. У него в гостях неоднократно бывали крупнейшие художники и профессора Академии: Исаак Бродский, Михаил Бернштейн, Александр Осмёркин, Дмитрий Кардовский, Борис Иогансон, Кузьма Петров-Водкин, Александр Матвеев, Николай Радлов, Аркадий Рылов, Семён Абугов, Пётр Уткин, Алексей Карев и многие другие. Дружеские дискуссии, которые здесь велись, имели прямое отношение к становлению советской художественной школы и оказали влияние на творческие судьбы их участников. В этой квартире Александр Савинов жил до своей кончины 25 февраля 1942 года.

«О нашей квартире, — писал впоследствии Г. А. Савинов, — следовало бы написать целую книгу: она заслуживает того. В её стенах шла интересная жизнь, в ней перебывало много замечательных людей — умных, талантливых людей своего времени. Долгие годы вместе с нашей семьей в квартире № 21 жили поэт Николай Семёнович Тихонов и его жена Мария Константиновна».— 
Здесь бывали Владимир Маяковский, Александр Фадеев, Ольга Форш, Ольга Берггольц и многие другие. Сейчас на доме установлена мемориальная доска в память о жившем здесь поэте Н. С. Тихонове. В 1980 году Т. Афонина написала его портрет, в том же году он демонстрировался на Зональной выставке ленинградских художников в ЦВЗ «Манеж».
Впервые картина «Натюрморт с вербами» была показана на Весенней выставке произведений ленинградских художников 1965 г. в залах Ленинградского отделения Союза художников РСФСР. В последующем картина хранилась у Т. Афониной до начала 1990-х годов. В 1994 году после долгого перерыва работа вновь демонстрировалась в залах Петербургского Союза художников на выставке «Ленинградские художники. Живопись 1950—1980 годов». В 1995—1997 годах картина «Натюрморт с вербами» демонстрировалась в Петербурге на выставках «Лирика в произведениях художников военного поколения», «Живопись 1940—1990 годов. Ленинградская школа», «Натюрморт в живописи 1950—1990 годов. Ленинградская школа.». Крупнейшие петербургские издания, освещавшие выставки, неизменно отмечали «Натюрморт с вербами» Т. Афониной, помещая репродукции картины. Так, «Вечерний Петербург» в рецензии на выставку «Натюрморт в живописи 1950—1990 годов. Ленинградская школа», помещённой в номере от 21 мая 1997, писал: 

«Великолепен „Натюрморт с вербами“ Т. Афониной. Стол, покрытый белой скатертью, залит серебряным светом, льющимся из окна. Вещи легки и прозрачны, лишь тяжеловатая синева блюдца и чашек на переднем плане сдерживает полёт, придавая композиции устойчивость».— 